# Union Station (Los Angeles)
Union Station in Los Angeles is het belangrijkste spoorwegstation van deze stad voor het treinverkeer. Het station werd geopend in 1939 en diende om twee stations La Grande Station en Central Station te vervangen. Zoals destijds ook in andere steden van de VS gebruikelijk was, werden nieuwe stations die kleinere stations moesten vervangen met één groot station voor verschillende spoorbedrijven vernoemd met "union" om te duiden op het verzamelen van deze treinen.
Amtrak biedt verschillende treindiensten van uit dit station aan:
- Pacific Surfliner (San Diego - Los Angeles - San Luis Obispo)
- Texas Eagle
- Sunset Limited
- Southwest Chief
- Coast Starlight

Daarnaast wordt het station ook bediend door verschillende lijnen van Metro Rail, Metro Link en Metro liner.
- Gemeinsame Normdatei: 1052366589
- Library of Congress Control Number: sh95005883
- Nationale Bibliotheek van Israël: 987007291296605171
- Virtual International Authority File: 1455145424750786830495